# Samuel Kunz
Pour les articles homonymes, voir Kunz.
Samuel Kunz (* 21 août 1921 en Russie- †  18 novembre 2010 à Bonn) était  Volksdeutsche né en  Union soviétique qui a rejoint les rangs de la SS. Il fut impliqué dans la Shoah en tant que gardien au camp d'extermination de Belzec. Il n’a jamais été jugé ni condamné.

Allemand de la Volga mais citoyen russe, Kunz participe d’abord à la Seconde Guerre mondiale au sein de l’Armée rouge. Capturé par la Wehrmacht, il lui est donné le choix entre l'internement dans un camp de prisonniers de guerre soviétiques ou la collaboration avec les Nazis. Kunz opte pour le second choix et il est envoyé pour formation au camp de Trawniki, avec 5 000 prisonniers dont John Demjanjuk. Après sa formation, il est affecté au camp d'extermination de Belzec. Outre sa participation directe aux opérations de gazage, 10 meurtres lui sont directement imputés.
Fin 1943, après la cessation des activités de Belzec, Kunz est muté au Camp de concentration de Flossenbürg où il poursuit ses activités jusqu'à la fin de la guerre et à sa capture par les troupes américaines.
Déchu de sa nationalité allemande, Kunz s'installe dans un petit village près de Bonn et travaille comme menuisier pour le ministère allemand de la construction, avec un statut de fonctionnaire.
Kunz est interrogé en tant que témoin en 1969, 1975 et 1980 lors des procédures judiciaires concernant le camp de Belzec, mais il ne fait pas partie des accusés.
En juillet 2010, il est arrêté et accusé pour sa participation à l'assassinat de 430 000 Juifs à Belzec et pour 10 meurtres, après que son nom a été cité lors du procès de John Demjanjuk.  
Il est soutenu par l'association néo nazie Stille Hilfe et Gudrun Burwitz, la fille de Heinrich Himmler,.  
Kunz décède à 89 ans le 18 novembre 2010 avant sa comparution devant le tribunal. Les poursuites sont éteintes le 22 novembre 2010.